# Metu (Éthiopie)
Pour les articles homonymes, voir Metu.
Metu (ou Metou[réf. souhaitée]) est une ville et un woreda de l'ouest de l'Éthiopie. Ancienne capitale de la province d'Illubabor, elle est le chef-lieu de la zone Illubabor dans la région Oromia.
Metu se situe vers 1 700 m d'altitude plus de 500 km à l'ouest d'Addis-Abeba.
Elle compte 28 782 habitants au recensement national de 2007.
En 2022, sa population est estimée à 59 706 personnes avec une densité de population de 3 671 personnes par km2 et 16,26 km2 de superficie.